# Monoatomisch ion
Een mono-atomisch ion is een ion dat uit één enkel (Oudgrieks μόνος monos) atoom bestaat. Een ion dat uit meerdere atomen wordt gevormd, al dan niet van hetzelfde element, wordt een polyatomisch ion genoemd. Calciumcarbonaat bijvoorbeeld bestaat uit het monoatomisch kation Ca2+ plus het polyatomisch anion CO32−. Alle metaalionen zijn monoatomische kationen, behalve het (uit twee kwikatomen bestaande) poly-atomisch kation van kwik(I): Hg22+.
Monoatomische kationen worden ingedeeld in twee groepen: de ionen van type I bezitten slechts één lading, terwijl de ionen van type II (doorgaans metaalionen) verschillende ladingen (meerdere oxidatietoestanden) kunnen bezitten.

## Overzicht van de meestvoorkomende monoatomische ionen

### Kationen van type I
| Element   | Ion  |
| --------- | ---- |
| Waterstof | H+   |
| Lithium   | Li+  |
| Natrium   | Na+  |
| Kalium    | K+   |
| Rubidium  | Rb+  |
| Cesium    | Cs+  |
| Magnesium | Mg2+ |
| Calcium   | Ca2+ |
| Strontium | Sr2+ |
| Barium    | Ba2+ |
| Aluminium | Al3+ |
| Zilver    | Ag+  |
| Zink      | Zn2+ |

### Kationen van type II
| Element    | Ion  |
| ---------- | ---- |
| IJzer(II)  | Fe2+ |
| IJzer(III) | Fe3+ |
| Koper(I)   | Cu+  |
| Koper(II)  | Cu2+ |

### Anionen
| Benaming  | Ion  |
| --------- | ---- |
| Hydride   | H−   |
| Fluoride  | F−   |
| Chloride  | Cl−  |
| Bromide   | Br−  |
| Jodide    | I−   |
| Oxide     | O2−  |
| Sulfide   | S2−  |
| Selenide  | Se2− |
| Telluride | Te2− |
| Nitride   | N3−  |
| Fosfor    | P3−  |